# 宮内宏子
宮内 宏子（みやうち ひろこ、1983年6月19日 - ）は神奈川県座間市出身の陸上選手。双子である宮内洋子の妹。
白鵬女子高等学校卒業後、全日本実業団対抗女子駅伝で3度の優勝を誇る女子陸上の名門「OKI陸上競技部」に入部。しかし、「OKI陸上競技部」が景気悪化を理由に2009年3月末で廃部となり、2009年4月、同陸上競技部の新原保徳監督と双子の洋子と「京セラ女子陸上競技部」に入部。
京セラ入部後、初マラソンに挑戦。「2009横浜国際女子マラソン大会」では8位に入り、新人賞を獲得（2時間32分30秒）。双子の姉・洋子らと共に出走した「2010札幌国際ハーフマラソン」では9位（1時間13分33秒）。「2010北海道マラソン」では、優勝した原裕美子に次いで2位に入った（2時間35分42秒）。「2011大阪国際女子マラソン」は10位（2時間38分31秒。優勝は赤羽有紀子、姉・洋子は8位）。
2014年8月、姉の洋子とともにホクレンへ移籍した。

## 自己記録
- ハーフマラソン　1時間9分54秒　（2008年1月 宮崎女子ロードレース大会）
- マラソン　2時間32分20秒　（2009年11月 横浜国際女子マラソン大会）